# Qualifiche del Corpo nazionale dei vigili del fuoco
Le qualifiche del Corpo nazionale dei vigili del fuoco  individua la sovraordinazione delle qualifiche del CNVVF.
L'ordinamento del personale è disciplinato dal d.lgs 13 ottobre 2005 n. 217 e successive modificazioni ed integrazioni.
Si precisa che nelle forze di polizia italiane la "qualifica" corrisponde al "grado militare", mentre ciò che nelle forze armate italiane è definita "qualifica" nelle forze di polizia è chiamata "denominazione"

## Caratteristiche generali
Il personale del C.N.VV.F. è strutturato in due categorie: personale di ruolo e personale volontario. Il personale volontario è iscritto in appositi elenchi, distinti in due tipologie: per le necessità dei distaccamenti volontari del Corpo nazionale e per le necessità delle strutture centrali e periferiche del Corpo.

### Personale di ruolo
Il personale di ruolo del Corpo Nazionale dei Vigili del Fuoco è stato suddiviso in tre fasce:
- personale non dirigente e non direttivo con funzioni tecnico-operative;
- personale dirigente e direttivo;
- personale non dirigente e non direttivo che espleta attività tecniche, amministrativo-contabili e tecnico-informatiche.

#### Ruoli del personale dirigente e direttivo con funzioni tecnico-operative
- Dirigente Generale - Capo del Corpo Nazionale dei Vigili del Fuoco: elmetto argento e distintivo con greca sormontata da tre stelle dorate bordate di rosso;
- Dirigente Generale: elmetto argento e distintivo con greca sormontata da due stelle dorate;
- Dirigente Superiore: elmetto argento e distintivo con greca sormontata da una stella dorata;
- Primo Dirigente: elmetto argento e distintivo con torre sormontata da tre stelle dorate;
- Direttore Vicedirigente: elmetto argento e distintivo con torre sormontata da due stelle dorate;
- Direttore: elmetto argento e distintivo con torre sormontata da una stella dorata;
- Vice Direttore: elmetto argento e distintivo con torre sormontata da una stella argentata.

Ruoli del personale direttivo aggiunto con funzioni tecnico-operative
- Direttore Aggiunto Coordinatore: elmetto argento e distintivo con torre con la base argento sormontata da due stelle dorate;
- Direttore Aggiunto: elmetto argento e distintivo con torre  con la base argento sormontata da una stella dorata;
- Vice Direttore Aggiunto: elmetto argento e distintivo con torre con la base argento sormontata da una stella dorata bordata d'argento.

#### Ruolo dei direttivi speciali (ad esaurimento)
- Direttore Coordinatore Speciale: elmetto argento e distintivo con torre con la base argento sormontata da due stelle dorate;
- Direttore Speciale: elmetto argento e distintivo con torre  con la base argento sormontata da una stella dorata;
- Vice Direttore Speciale: elmetto argento e distintivo con torre con la base argento sormontata da una stella dorata bordata d'argento.

#### Ruolo degli ispettori antincendi
- Ispettore Antincendi Coordinatore: elmetto argento e distintivo con tre stelle dorate
- Ispettore Antincendi Esperto: elmetto argento e distintivo con due stelle dorate
- Ispettore Antincendi: elmetto argento e distintivo con una stella dorata

#### Ruolo dei capi squadra e capi reparto
- Capo Reparto: elmetto rosso e distintivo con tre binari paralleli dorati
- Capo Squadra Esperto: elmetto rosso e distintivo con due binari paralleli dorati
- Capo Squadra: elmetto rosso e distintivo con un binario dorato

#### Ruolo dei vigili del fuoco
- Vigile del Fuoco Coordinatore: elmetto nero e distintivo con tre baffi argento
- Vigile del Fuoco Esperto: elmetto nero e distintivo con due baffi argento
- Vigile del Fuoco: elmetto nero e distintivo con un baffo argento

#### Personale del Ruolo AIB (Antincendio Boschivo) ad esaurimento
A seguito dell'emanazione del d.lgs. 19 agosto 2016 n. 177 (Disposizioni in materia di razionalizzazione delle funzioni di polizia e assorbimento del Corpo forestale dello Stato, ai sensi dell'articolo 8, comma 1, lettera a), della legge 7 agosto 2015, n. 124, in materia di riorganizzazione delle amministrazioni pubbliche) il CNVVF ha assorbito personale proveniente dallo sciolto Corpo Forestale dello Stato, inquadrato, in relazione alla qualifica di provenienza, in omologhi ruolo AIB ad esaurimento.

#### Ruoli di rappresentanza
Il D.Lgs. n. 127/2018 ha istituito i ruoli di rappresentanza della Banda Musicale e degli atleti delle Fiamme Rosse.

Personale delle specialità aeronaviganti
Il personale appartenente ai ruoli del vigili del fuoco, capi squadra e capi reparto e ispettori antincendio che espletà attivita nell'ambito aeronautico è diviso in relazione alle funzioni, quali:
- Piloti di aeromobile;
- Specialisti di aeromobile;
- Elisoccorritori.

Le suddette funzioni si antepongono alla denominazione della qualifica.

Personale delle specialità nautiche e dei sommozzatori
Il personale appartenente ai ruoli del vigili del fuoco, capi squadra e capi reparto e ispettori antincendio che espleta attività nell'ambito navale è diviso in relazione alle funzioni, quali:
- Nautici di coperta;
- Nautici di macchina;
- Sommozzatori.

#### Personale che espleta attività tecniche, amministrativo-contabili e tecnico-informatiche.
Il personale che espleta attività tecniche, amministrativo-contabili e tecnico-informatiche è sostanzialmente diviso in relazione alle funzioni, quali:
- Logistico-gestionali;
- Informatici;
- Tecnico-scientifici;
- Sanitari;
- Ginnico-sportivi.

### Personale Volontario
Il personale volontario è iscritto in appositi elenchi, distinti in due tipologie: per le necessità dei distaccamenti volontari del Corpo nazionale e per le necessità delle strutture centrali e periferiche del Corpo.

#### Qualifiche del personale volontario
- Funzionario Tecnico Antincendi Volontario: elmetto argento con distintivo con una stella dorata con indicazione volontario
- Capo Reparto Volontario: elmetto rosso con distintivo con tre binari paralleli dorati con indicazione volontario
- Capo Squadra Volontario: elmetto rosso con distintivo con un binario dorato con indicazione volontario
- Vigile Volontario: elmetto nero e distintivo con un baffo argento con indicazione volontario

## Distintivi di qualifica
| Qualifica                                                                       | Distintivo per controspallina | Distintivo da petto per uniforme operativa | Distintivo da polso | Soggolo | Fregio per berretto | Codice NATO |
| ------------------------------------------------------------------------------- | --- | --- | --- | ------- | --- | ----------- |
| Ruolo dei dirigenti                                                             | | | |         | |             |
| dirigente generale Capo del Corpo                                               | Una greca e tre stelle a cinque punte dorate disposte in linea; tutte le stelle sono bordate di rosso                                                            | Una greca sormontata da tre stelle a cinque punte dorate o giallo oro disposte in linea; tutte le stelle sono bordate di rosso. Il tutto su velcro rettangolare in panno verde bordato oro o giallo oro                                             | Una greca sormontata da tre galloni sovrapposti, il gallone superiore sostenente la punta di fiamma; il tutto bordato di rosso                                   |         | Rami di alloro sormontati da una corona turrita, dietro i quali spunta una coppia di asce incrociate; al centro fra i due rami di alloro è racchiuso un ovale rosso contenente le cifre RI (Repubblica Italiana) | OF-8        |
| dirigente generale                                                              | Una greca e due stelle a cinque punte dorate disposte in linea                                                                                                   | Una greca sormontata da due stelle a cinque punte dorate o giallo oro disposte in linea. Il tutto su velcro rettangolare in panno verde bordato oro o giallo oro                                                                                    | Una greca sormontata da due galloni sovrapposti, il gallone superiore sostenente la punta di fiamma                                                              |         | Rami di alloro sormontati da una corona turrita, dietro i quali spunta una coppia di asce incrociate; al centro fra i due rami di alloro è racchiuso un ovale rosso contenente le cifre RI (Repubblica Italiana) | OF-7        |
| dirigente superiore con incarico di comando                                     | Una greca sormontata da una stella a cinque punte dorata e bordata di rosso                                                                                      | Una greca sormontata da una stella a cinque punte dorata o giallo oro e bordata di rosso. Il tutto su velcro rettangolare in panno verde bordato oro o giallo oro                                                                                   | Una greca sormontata da un gallone sostenente la punta di fiamma; il gallone è bordato di rosso                                                                  |         | Rami di alloro sormontati da una corona turrita, dietro i quali spunta una coppia di asce incrociate; al centro fra i due rami di alloro è racchiuso un ovale rosso contenente le cifre RI (Repubblica Italiana) | OF-6        |
| dirigente superiore                                                             | Una greca sormontata da una stella a cinque punte dorata | Una greca sormontata da una stella a cinque punte dorata o giallo oro. Il tutto su velcro rettangolare in panno verde bordato oro o giallo | Una greca sormontata da un gallone sostenente la punta di fiamma                                                                                                 |         | Rami di alloro sormontati da una corona turrita, dietro i quali spunta una coppia di asce incrociate; al centro fra i due rami di alloro è racchiuso un ovale rosso contenente le cifre RI (Repubblica Italiana) | OF-6        |
| primo dirigente con incarico di comando                                         | Una torre e tre stelle a cinque punte dorate disposte in linea; tutte le stelle sono bordate di rosso                                                            | Una torre sormontata da tre stelle a cinque punte dorate o giallo oro disposte in linea; tutte le stelle sono bordate di rosso. Il tutto su velcro rettangolare in panno verde bordato oro o giallo oro                                             | Un gallone grande sormontato da tre galloni sovrapposti, il gallone superiore sostenente la punta di fiamma; il tutto bordato di rosso                           |         | Fiamma dorata con al centro, racchiuso all'interno di un cerchio con sfondo rosso, è contenuta la cifra RI (Repubblica Italiana)                                                                                 | OF-5        |
| primo dirigente                                                                 | Una torre e tre stelle a cinque punte dorate disposte in linea                                                                                                   | Una torre sormontata da tre stelle a cinque punte dorate o giallo oro disposte in linea. Il tutto su velcro rettangolare in panno verde bordato oro o giallo oro                                                                                    | Un gallone grande sormontato da tre galloni sovrapposti, il gallone superiore sostenente la punta di fiamma                                                      |         | Fiamma dorata con al centro, racchiuso all'interno di un cerchio con sfondo rosso, è contenuta la cifra RI (Repubblica Italiana)                                                                                 | OF-5        |
| Ruolo dei direttivi                                                             | | | |         | |             |
| direttore vicedirigente con funzioni di vicario                                 | Una torre e due stelle a cinque punte dorate; tutte le stelle sono bordate di rosso                                                                              | Una torre sormontata da due stelle a cinque punte dorate o giallo oro; tutte le stelle sono bordate di rosso. Il tutto su velcro rettangolare in panno verde bordato oro o giallo oro                                                               | Un gallone grande sormontato da due galloni sovrapposti, il gallone superiore sostenente la punta di fiamma; il tutto bordato di rosso                           |         | Fiamma dorata con al centro, racchiuso all'interno di un cerchio con sfondo rosso, è contenuta la cifra RI (Repubblica Italiana)                                                                                 | OF-4        |
| direttore vicedirigente - direttore aggiunto coordinatore                       | Una torre e due stelle a cinque punte dorate disposte in linea                                                                                                   | Una torre sormontata da due stelle a cinque punte dorate o giallo oro disposte in linea. Il tutto su velcro rettangolare in panno verde bordato oro o giallo                                                                                        | Un gallone grande sormontato da due galloni sovrapposti, il gallone superiore sostenente la punta di fiamma                                                      |         | Fiamma dorata con al centro, racchiuso all'interno di un cerchio con sfondo rosso, è contenuta la cifra RI (Repubblica Italiana)                                                                                 | OF-4        |
| direttore - direttore aggiunto                                                  | Una torre sormontata da una stella a cinque punte dorata | Una torre sormontata da una stella a cinque punte dorata o giallo oro su velcro rettangolare in panno verde bordato oro o giallo oro | Un gallone grande sormontato da un gallone sostenente la punta di fiamma                                                                                         |         | Fiamma dorata con al centro, racchiuso all'interno di un cerchio con sfondo rosso, è contenuta la cifra RI (Repubblica Italiana)                                                                                 | OF-3        |
| vice direttore - vice direttore aggiunto                                        | Una torre ed una stella a cinque punte argento | Una torre sormontata da una stella a cinque punte argento su velcro rettangolare in panno verde bordato oro o giallo oro | Un gallone grande sormontato da un gallone argento sostenente la punta di fiamma                                                                                 |         | Fiamma dorata con al centro, racchiuso all'interno di un cerchio con sfondo rosso, è contenuta la cifra RI (Repubblica Italiana)                                                                                 | OF-2        |
| Ruolo degli ispettori                                                           | | | |         | |             |
|                                                                                 | | | |         | |             |
| ispettore antincendi coordinatore                                               | Tre stelle a cinque punte dorate disposte in linea | Tre stelle a cinque punte dorate o giallo oro disposte in linea su velcro rettangolare in panno verde bordato oro o giallo oro | - |         | Fiamma dorata con al centro, racchiuso all'interno di un cerchio con sfondo rosso, è contenuta la cifra RI (Repubblica Italiana)                                                                                 | OR-9        |
| ispettore antincendi esperto                                                    | Due stelle a cinque punte dorate disposte in linea | Due stelle a cinque punte dorate o giallo oro disposte in linea su velcro rettangolare in panno verde bardato oro o giallo oro | - |         | Fiamma dorata con al centro, racchiuso all'interno di un cerchio con sfondo rosso, è contenuta la cifra RI (Repubblica Italiana)                                                                                 | OR-8        |
| ispettore antincendi                                                            | Un pentagono dorato su piastra trapezoidale, di colore rosso amaranto brillante bordata di color oro                                                             | Un pentagono dorato su velcro rettangolare in panno amaranto bordato oro o giallo | - |         | Fiamma dorata con al centro, racchiuso all'interno di un cerchio con sfondo rosso, è contenuta la cifra RI (Repubblica Italiana)                                                                                 | OR-8        |
| Ruolo dei Capi Squadra e dei Capi Reparto                                       | | | |         | |             |
| capo reparto esperto (qualifica ad esaurimento per effetto del d.lgs. 127/2018) | | | - |         | Fiamma dorata con al centro, racchiuso all'interno di un cerchio con sfondo rosso, è contenuta la cifra RI (Repubblica Italiana)                                                                                 | OR-7        |
| capo reparto                                                                    | | | - |         | Fiamma dorata con al centro, racchiuso all'interno di un cerchio con sfondo rosso, è contenuta la cifra RI (Repubblica Italiana)                                                                                 | OR-7        |
| capo squadra esperto                                                            | | | - |         | Fiamma dorata con al centro, racchiuso all'interno di un cerchio con sfondo rosso, è contenuta la cifra RI (Repubblica Italiana)                                                                                 | OR-6        |
| capo squadra                                                                    | | | - |         | Fiamma dorata con al centro, racchiuso all'interno di un cerchio con sfondo rosso, è contenuta la cifra RI (Repubblica Italiana)                                                                                 | OR-5        |
| Ruolo dei vigili del fuoco                                                      | | | |         | |             |
| vigile del fuoco coordinatore                                                   | | | - |         | Fiamma dorata con al centro, racchiuso all'interno di un cerchio con sfondo rosso, è contenuta la cifra RI (Repubblica Italiana)                                                                                 | OR-4        |
| vigile del fuoco esperto                                                        | | | - |         | Fiamma dorata con al centro, racchiuso all'interno di un cerchio con sfondo rosso, è contenuta la cifra RI (Repubblica Italiana)                                                                                 | OR-4        |
| vigile del fuoco                                                                | | | - |         | Fiamma dorata con al centro, racchiuso all'interno di un cerchio con sfondo rosso, è contenuta la cifra RI (Repubblica Italiana)                                                                                 | OR-4        |
| Ruolo dei volontari                                                             | | | |         | |             |
| tecnico antincendi volontario                                                   | Un pentagono dorato su piastra trapezoidale, di colore rosso amaranto brillante bordata di color oro                                                             | | - | -       | Fiamma dorata con al centro, racchiuso all'interno di un cerchio con sfondo rosso, è contenuta la cifra RI (Repubblica Italiana)                                                                                 |             |
| caporeparto volontario                                                          | | | - | -       | Fiamma dorata con al centro, racchiuso all'interno di un cerchio con sfondo rosso, è contenuta la cifra RI (Repubblica Italiana)                                                                                 |             |
| caposquadra volontario                                                          | | | - |         | Fiamma dorata con al centro, racchiuso all'interno di un cerchio con sfondo rosso, è contenuta la cifra RI (Repubblica Italiana)                                                                                 |             |
| vigile del fuoco volontario                                                     | | | - |         | Fiamma dorata con al centro, racchiuso all'interno di un cerchio con sfondo rosso, è contenuta la cifra RI (Repubblica Italiana)                                                                                 |             |
| Ruolo dei direttori speciali (in servizio prima del 1/1/2006)                   | | | |         | |             |
| direttore coordinatore speciale e direttore coordinatore                        | Una torre con alla base una bordatura argentea e due stelle a cinque punte disposte in linea; la stella contrapposta alla torre è argento opaco l'altra è dorata | Una torre con alla base una bordatura argentea sormontata da due stelle a cinque punte disposte in linea; la stella sinistra è argento opaco l'altra è dorata o giallo oro. Il tutto su velcro rettangolare in panno verde bordato oro o giallo oro | Un gallone grande con alla base una bordatura argentea sormontato da due galloni sovrapposti; il gallone superiore sostenente la punta di fiamma è argento opaco |         | Fiamma dorata con al centro, racchiuso all'interno di un cerchio con sfondo rosso, è contenuta la cifra RI (Repubblica Italiana)                                                                                 | OF-4        |
| direttore speciale e direttore aggiunto                                         | Una torre con alla base una bordatura argentea ed una stella a cinque punte dorata                                                                               | Una torre con alla base una bordatura argentea sormontata da una stella a cinque punte dorata o giallo oro. Il tutto su velcro rettangolare in panno verde bordato oro o giallo oro                                                                 | Un gallone grande con alla base una bordatura argentea sormontato da un gallone; il gallone superiore sostenente la punta di fiamma è argento opaco              |         | Fiamma dorata con al centro, racchiuso all'interno di un cerchio con sfondo rosso, è contenuta la cifra RI (Repubblica Italiana)                                                                                 | OF-3        |
| vice direttore speciale e vice direttore aggiunto                               | | | |         | |             |

## Distintivi di qualifiche del Ruolo Tecnico Professionale (ex SATI)[2]
| Qualifica | Distintivo di qualifica |
| --- | --- |
| Ruolo dei dirigenti                                                                                                | |
| DIRIGENTE SUPERIORE - Sanitario - Ginnico-Sportivo                                                                 | Una greca sormontata da una stella a cinque punte dorata, nello spazio sottostante al simbolo è indicato il ruolo (Sanitario / Ginnico-Sportivo)                                           |
| PRIMO DIRIGENTE - Logistico-Gestionale - Informatico - Sanitario - Ginnico-Sportivo                                | Una torre sormontata da tre stelle a cinque punte dorate disposte in linea, nello spazio sottostante al simbolo è indicato il ruolo                                                        |
| DIRETTORE VICE DIRIGENTE - Logistico-Gestionale - Informatico - Sanitario - Tecnico-Scientifico - Ginnico-Sportivo | Una torre sormontata da due stelle a cinque punte dorate disposte in linea, nello spazio sottostante al simbolo è indicato il ruolo                                                        |
| DIRETTORE - Logistico-Gestionale - Informatico - Sanitario - Tecnico-Scientifico - Ginnico-Sportivo                | Una torre sormontata da una stella a cinque punte dorata, nello spazio sottostante al simbolo è indicato il ruolo                                                                          |
| VICE DIRETTORE - Logistico-Gestionale - Informatico - Sanitario - Tecnico-Scientifico - Ginnico-Sportivo           | Una torre sormontata da una stella a cinque punte bordata d’argento, nello spazio sottostante al simbolo è indicato il ruolo                                                               |
| Ruolo Ispettori | |
| ISPETTORE COORDINATORE - Logistico-Gestionale - Informatico - Sanitario - Tecnico-Scientifico                      | Tre stelle dorate disposte in linea, nello spazio sottostante al simbolo è indicato il ruolo                                                                                               |
| ISPETTORE ESPERTO - Logistico-Gestionale - Informatico - Sanitario - Tecnico-Scientifico                           | Due stelle dorate disposte in linea, nello spazio sottostante al simbolo è indicato il ruolo                                                                                               |
| ISPETTORE - Logistico-Gestionale - Informatico - Sanitario - Tecnico-Scientifico                                   | Una stella dorata, nello spazio sottostante al simbolo è indicato il ruolo |
| Ruolo Assistenti e Operatori                                                                                       | |
| ASSISTENTE Operatori e Assistenti                                                                                  | Una barra di colore oro, nello spazio sottostante al simbolo è indicato il ruolo |
| OPERATORE ESPERTO Operatori e Assistenti                                                                           | Due baffi paralleli di colore argento, nello spazio sottostante al simbolo è indicato il ruolo                                                                                             |
| OPERATORE Operatori e Assistenti                                                                                   | Un baffo di colore argento, nello spazio sottostante al simbolo è indicato il ruolo |
| Ruolo ad esaurimento                                                                                               | |
| DIRETTORE COORDINATORE SPECIALE - Logistico-Gestionale - Informatico                                               | Una torre sormontata da due stelle a cinque punte dorate, la base della torre bordata di argento nella parte inferiore, nello spazio sottostante al simbolo è indicato il ruolo            |
| DIRETTORE SPECIALE - Logistico-Gestionale - Informatico                                                            | Una torre sormontata da una stella a cinque punte dorata, la base della torre bordata di argento nella parte inferiore, nello spazio sottostante al simbolo è indicato il ruolo            |
| VICE DIRETTORE SPECIALE - Logistico-Gestionale - Informatico                                                       | Una torre sormontata da una stella a cinque punte bordata d’argento, la base della torre bordata di argento nella parte inferiore, nello spazio sottostante al simbolo è indicato il ruolo |

La tabella seguente riporta l'equiparazione tra i gradi delle forze armate e le qualifiche delle forze di polizia ad ordinamento militare, civile, soccorso pubblico e difesa civile come stabilito dall'art. 632 del decreto legislativo 15 marzo 2010, n. 66, ovvero "Codice dell'ordinamento militare", entrato in vigore il 9 ottobre 2010.
 Il recente decreto legislativo 29 maggio 2017, n. 94 ha modificato il predetto articolo 632 tenendo conto di alcune recenti modifiche ordinamentali intervenute dopo il 2010, con particolare riferimento all'introduzione del nuovo grado direttivo di "Vicequestore" della Polizia di Stato.

Tabella aggiornata con le qualifiche della Polizia Locale Regione Lombardia come da Regolamento Regionale 22 marzo 2019 , n. 5

Le cariche militari, inoltre, sono inquadrate anche nell'ambito dell'ordine delle cariche della Repubblica Italiana.
| Comparazione gerarchica tra i gradi delle Forze armate, le qualifiche delle Forze di polizia italiane e della Polizia Locale |                                                                                        |                                                                                  |                                                                                          |                                                |                                                |                                                                  |                                                                         |                                        |                                               |                                           |                                                                         |
| Ruoli | Esercito                                                                               | Marina Militare                                                                  | Aeronautica Militare                                                                     | Carabinieri                                    | Guardia di Finanza                             | Polizia di Stato                                                 | Polizia penitenziaria                                                   | Corpo forestale dello Stato (dismesso) | Corpo nazionale dei vigili del fuoco          | Polizie Locali Regione Lombardia          | Ruoli                                                                   |
| ufficiali generali | generale - ammiraglio (capo di stato maggiore della difesa)                            | generale - ammiraglio (capo di stato maggiore della difesa)                      | generale - ammiraglio (capo di stato maggiore della difesa)                              | -                                              | -                                              | capo della polizia - direttore generale della pubblica sicurezza | capo del dipartimento dell'amministrazione penitenziaria capo del corpo | -                                      | -                                             | -                                         | dirigenti - funzionari dirigenti                                        |
| ufficiali generali | generale di corpo d'armata con incarichi speciali capo di stato maggiore dell'esercito | ammiraglio di squadra con incarichi speciali capo di stato maggiore della marina | generale di squadra aerea con incarichi speciali capo di stato maggiore dell'aeronautica | generale di corpo d'armata comandante generale | generale di corpo d'armata comandante generale | capo della polizia - direttore generale della pubblica sicurezza | capo del dipartimento dell'amministrazione penitenziaria capo del corpo | -                                      | -                                             | -                                         | dirigenti - funzionari dirigenti                                        |
| ufficiali generali | generale di corpo d'armata / tenente generale                                          | ammiraglio di squadra / ammiraglio ispettore capo                                | generale di squadra aerea / generale ispettore capo                                      | generale di corpo d'armata                     | generale di corpo d'armata                     | Prefetto                                                         | Direttore dell'Istituto                                                 | dirigente generale capo del corpo      | dirigente generale capo del corpo             | --                                        | dirigenti - funzionari dirigenti                                        |
| ufficiali generali | generale di divisione / maggior generale                                               | ammiraglio di divisione / ammiraglio ispettore                                   | generale di divisione aerea / generale ispettore                                         | generale di divisione                          | generale di divisione                          | dirigente generale di pubblica sicurezza                         | dirigente generale                                                      | dirigente generale                     | dirigente generale                            | --                                        | dirigenti - funzionari dirigenti                                        |
| ufficiali generali | generale di brigata / brigadier generale                                               | contrammiraglio                                                                  | generale di brigata aerea / brigadier generale                                           | generale di brigata                            | generale di brigata                            | dirigente superiore                                              | dirigente superiore                                                     | dirigente superiore                    | dirigente superiore                           | dirigente generale                        | dirigenti - funzionari dirigenti                                        |
| ufficiali superiori | colonnello                                                                             | capitano di vascello                                                             | colonnello                                                                               | colonnello                                     | colonnello                                     | primo dirigente                                                  | primo dirigente                                                         | primo dirigente                        | primo dirigente                               | dirigente                                 | dirigenti - funzionari dirigenti                                        |
| ufficiali superiori | tenente colonnello                                                                     | capitano di fregata                                                              | tenente colonnello                                                                       | tenente colonnello                             | tenente colonnello                             | vice questore                                                    | dirigente                                                               | vice questore aggiunto forestale       | direttore vice dirigente dei vigili del fuoco | commissario capo coordinatore             | dirigenti - funzionari dirigenti                                        |
| ufficiali superiori | maggiore                                                                               | capitano di corvetta                                                             | maggiore                                                                                 | maggiore                                       | maggiore                                       | vice questore aggiunto                                           | dirigente aggiunto                                                      | vice questore aggiunto forestale       | direttore vice dirigente dei vigili del fuoco | commissario capo                          | dirigenti - funzionari dirigenti                                        |
| ufficiali inferiori | primo capitano                                                                         | primo tenente di vascello                                                        | primo capitano                                                                           | -                                              | -                                              | -                                                                | -                                                                       | -                                      | -                                             | -                                         | funzionari direttivi - commissari                                       |
| ufficiali inferiori | capitano                                                                               | tenente di vascello                                                              | capitano                                                                                 | capitano                                       | capitano                                       | commissario capo                                                 | commissario capo penitenziario                                          | commissario capo forestale             | direttore dei vigili del fuoco                | commissario                               | funzionari direttivi - commissari                                       |
| ufficiali inferiori | tenente                                                                                | sottotenente di vascello                                                         | tenente                                                                                  | tenente                                        | tenente                                        | commissario                                                      | commissario penitenziario                                               | commissario forestale                  | vicedirettore dei vigili del fuoco            | vicecommissario                           | funzionari direttivi - commissari                                       |
| ufficiali inferiori | sottotenente                                                                           | guardiamarina                                                                    | sottotenente                                                                             | sottotenente                                   | sottotenente                                   | vice commissario                                                 | vice commissario penitenziario                                          | vice commissario forestale             | -                                             | -                                         | funzionari direttivi - commissari                                       |
| marescialli | primo luogotenente                                                                     | primo luogotenente                                                               | primo luogotenente                                                                       | luogotenente carica speciale                   | luogotenente cariche speciali                  | sostituto commissario coordinatore                               | sostituto commissario coordinatore                                      | ispettore superiore scelto             | sostituto direttore antincendi capo           | -                                         | ispettori                                                               |
| marescialli | luogotenente                                                                           | luogotenente                                                                     | luogotenente                                                                             | luogotenente                                   | luogotenente                                   | sostituto commissario                                            | sostituto commissario                                                   | ispettore superiore scelto             | sostituto direttore antincendi capo           | -                                         | ispettori                                                               |
| marescialli | primo maresciallo                                                                      | primo maresciallo                                                                | primo maresciallo                                                                        | maresciallo maggiore                           | maresciallo aiutante                           | ispettore superiore                                              | ispettore superiore                                                     | ispettore superiore                    | sostituto direttore antincendi                | -                                         | ispettori                                                               |
| marescialli | maresciallo capo                                                                       | capo di 1ª classe                                                                | maresciallo di 1ª classe                                                                 | maresciallo capo                               | maresciallo capo                               | ispettore capo                                                   | ispettore capo                                                          | ispettore capo                         | ispettore antincendi esperto                  | -                                         | ispettori                                                               |
| marescialli | maresciallo ordinario                                                                  | capo di 2ª classe                                                                | maresciallo di 2ª classe                                                                 | maresciallo ordinario                          | maresciallo ordinario                          | ispettore                                                        | ispettore                                                               | ispettore                              | ispettore antincendi                          | -                                         | ispettori                                                               |
| marescialli | maresciallo                                                                            | capo di 3ª classe                                                                | maresciallo di 3ª classe                                                                 | maresciallo                                    | maresciallo                                    | vice ispettore                                                   | vice ispettore                                                          | vice ispettore                         | vice ispettore antincendi                     | -                                         | ispettori                                                               |
| sergenti | sergente maggiore aiutante                                                             | 2º capo aiutante                                                                 | sergente maggiore aiutante                                                               | brigadiere capo qualifica speciale             | brigadiere capo qualifica speciale             | sovrintendente capo coordinatore                                 | sovrintendente capo coordinatore                                        | sovrintendente capo                    | caporeparto esperto                           | specialista di vigilanza (ad esaurimento) | sovrintendenti                                                          |
| sergenti | sergente maggiore capo                                                                 | 2º capo scelto                                                                   | sergente maggiore capo                                                                   | brigadiere capo                                | brigadiere capo                                | sovrintendente capo                                              | sovrintendente capo                                                     | sovrintendente capo                    | caporeparto                                   | sovrintendente esperto                    | sovrintendenti                                                          |
| sergenti | sergente maggiore                                                                      | 2º capo                                                                          | sergente maggiore                                                                        | brigadiere                                     | brigadiere                                     | sovrintendente                                                   | sovrintendente                                                          | sovrintendente                         | caposquadra esperto                           | sovrintendente scelto                     | sovrintendenti                                                          |
| sergenti | sergente                                                                               | sergente                                                                         | sergente                                                                                 | vicebrigadiere                                 | vicebrigadiere                                 | vice sovrintendente                                              | vice sovrintendente                                                     | vice sovrintendente                    | caposquadra                                   | sovrintendente                            | sovrintendenti                                                          |
| graduati | graduato aiutante                                                                      | sottocapo aiutante                                                               | graduato aiutante                                                                        | appuntato scelto qualifica speciale            | appuntato scelto qualifica speciale            | assistente capo coordinatore                                     | assistente capo coordinatore                                            | assistente capo                        | vigile coordinatore                           | assistente esperto                        | appuntati e carabinieri - appuntati e finanzieri - assistenti ed agenti |
| graduati | primo graduato                                                                         | sottocapo scelto                                                                 | primo graduato                                                                           | appuntato scelto                               | appuntato scelto                               | assistente capo                                                  | assistente capo                                                         | assistente capo                        | vigile coordinatore                           | assistente scelto                         | appuntati e carabinieri - appuntati e finanzieri - assistenti ed agenti |
| graduati | graduato capo                                                                          | sottocapo di 1ª classe                                                           | primo aviere capo                                                                        | appuntato                                      | appuntato                                      | assistente                                                       | assistente                                                              | assistente                             | vigile esperto                                | assistente                                | appuntati e carabinieri - appuntati e finanzieri - assistenti ed agenti |
| graduati | graduato scelto                                                                        | sottocapo di 2ª classe                                                           | primo aviere scelto                                                                      | carabiniere scelto                             | finanziere scelto                              | agente scelto                                                    | agente scelto                                                           | agente scelto                          | vigile qualificato                            | agente scelto                             | appuntati e carabinieri - appuntati e finanzieri - assistenti ed agenti |
| graduati | graduato                                                                               | sottocapo di 3ª classe                                                           | aviere capo                                                                              | carabiniere                                    | finanziere                                     | agente                                                           | agente                                                                  | agente                                 | vigile del fuoco                              | agente                                    | appuntati e carabinieri - appuntati e finanzieri - assistenti ed agenti |
| militari di truppa (volontari in ferma prefissata, allievi e militari di leva)                                               | caporal maggiore                                                                       | comune scelto                                                                    | primo aviere                                                                             | -                                              | -                                              | -                                                                | -                                                                       | -                                      | -                                             | -                                         | appuntati e carabinieri - appuntati e finanzieri - assistenti ed agenti |
| militari di truppa (volontari in ferma prefissata, allievi e militari di leva)                                               | caporale                                                                               | comune di 1ª classe                                                              | aviere scelto                                                                            | -                                              | -                                              | -                                                                | -                                                                       | -                                      | -                                             | -                                         | appuntati e carabinieri - appuntati e finanzieri - assistenti ed agenti |
| militari di truppa (volontari in ferma prefissata, allievi e militari di leva)                                               | soldato                                                                                | comune di 2ª classe                                                              | aviere                                                                                   | allievo carabiniere                            | allievo finanziere                             | allievo agente                                                   | allievo agente                                                          | allievo agente                         | allievo vigile del fuoco                      | -                                         | appuntati e carabinieri - appuntati e finanzieri - assistenti ed agenti |